# True Heart Susie
True Heart Susie – The Story of a Plain Girl ist ein US-amerikanischer Stummfilm von D. W. Griffith aus dem Jahr 1919.

## Inhalt
Susie liebt seit ihrer Schulzeit den Nachbarsjungen William. Er schnitzt ein Herz mit beiden Initialen in einen Baum, doch schreckt William vor dem ersten Kuss zurück. In der Schule ist Susie schlauer als er und weil er sich das Studium nicht leisten kann und sie sich einen intelligenten Ehemann wünscht, verkauft sie gegen den Willen ihrer Tante ihre Lieblingskuh und finanziert William damit heimlich sein Studium. Bei der Übersendung des Betrags an die Universität hat sie sich nur als „Menschenfreund“ zu erkennen gegeben, sodass William im anonymen Wohltäter einen Fremden vermutet, der kurze Zeit zuvor im Dorf angehalten und ihm eine glänzende Zukunft prophezeit hatte.
William absolviert erfolgreich sein Studium und kehrt in sein Heimatdorf zurück, wo ihn Susie bereits bescheiden und treu erwartet. Er sieht in ihr nach all der Zeit eine gute Freundin, während sie in ihrem Tagebuch bereits heimlich Hochzeitspläne schmiedet. Williams Ausspruch, Männer würden den geschminkten und aufgeputzten Frauen zwar hinterhersehen, jedoch die einfachen Frauen heiraten, bestärkt sie in ihrer Stille und Bescheidenheit. Als William schließlich die Nachfolge des Dorfpastors übernimmt, wird er jedoch auch für die Putzmacherin Bettina interessant. Zwar geht die gerne auf Feiern, hat jedoch auch ständig Geldsorgen, weswegen sie nach einem Partner sucht. Der einfache William ist zwar überrascht, als sie mit ihm flirtet, jedoch auch geschmeichelt, zumal Susie ihm nie Avancen gemacht hat. Er macht Bettina gerade dann einen Heiratsantrag, als Susie ihren Schatten überspringen und ihm seine Liebe gestehen will. Still leidet Susie, zumal sie gesehen hat, wie Bettina noch kurz vor der Annahme des Antrags Sporty Malone geküsst hat.
Die Zeit vergeht und William muss erkennen, dass er mit der Heirat einen Fehler gemacht hat: Bettina kann weder kochen, noch interessiert sie sich für ihn. Als er für einige Zeit auf einer Reise ist, organisiert Bettina prompt eine Feier, zu der all ihre aufgeputzten Freunde erscheinen. Bedenken Williams, der bei der Rückkehr sieht, wie Sporty Bettina küsst, kann die schnell zerstreuen. Susie vernichtet unterdessen die einzigen Briefe, die sie je von William erhalten hat.
Bettina langweilt sich zunehmend neben ihrem Ehemann und stiehlt sich eines Abends unerkannt aus dem Haus, wobei sie William Kopfschmerzen vortäuscht. In Wirklichkeit fährt sie mit ihren Freunden zu einer Feier. Dort verliert sie die Hausschlüssel, gerät bei der Rückfahrt in ein starkes Gewitter und steht zu Hause vor verschlossener Tür. Sie bittet Susie um Hilfe, die für sie vor William lügt – Bettina sei die ganze Nacht bei ihr gewesen, da sie sich wegen des Gewitters gefürchtet habe. William glaubt die Geschichte. Bettina wird wegen der Fahrt im Regen schwer krank und stirbt kurze Zeit später, ohne William die Wahrheit gesagt zu haben. Der schwört, nie wieder eine andere Frau zu lieben.
Von Susies Tante erfährt William, dass Susie ihm damals das Studium finanziert hat. Als wenig später eine von Bettinas Freundinnen ihn aufsucht und ihm die Wahrheit über die Party kurz vor Bettinas Tod erzählt, fühlt er sich nicht mehr an seinen Schwur gebunden und gesteht Susie, dass er immer nur sie geliebt habe. Beide werden ein Paar.

## Produktion

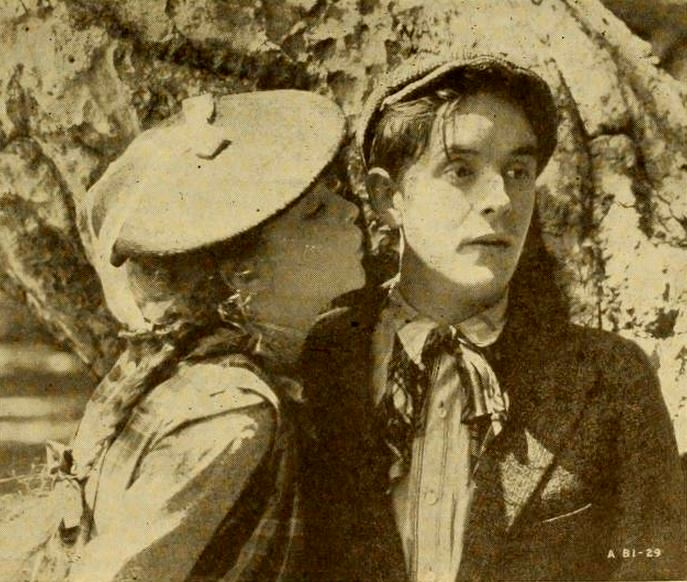
Lilian Gish und Robert Harron in True Heart Susie

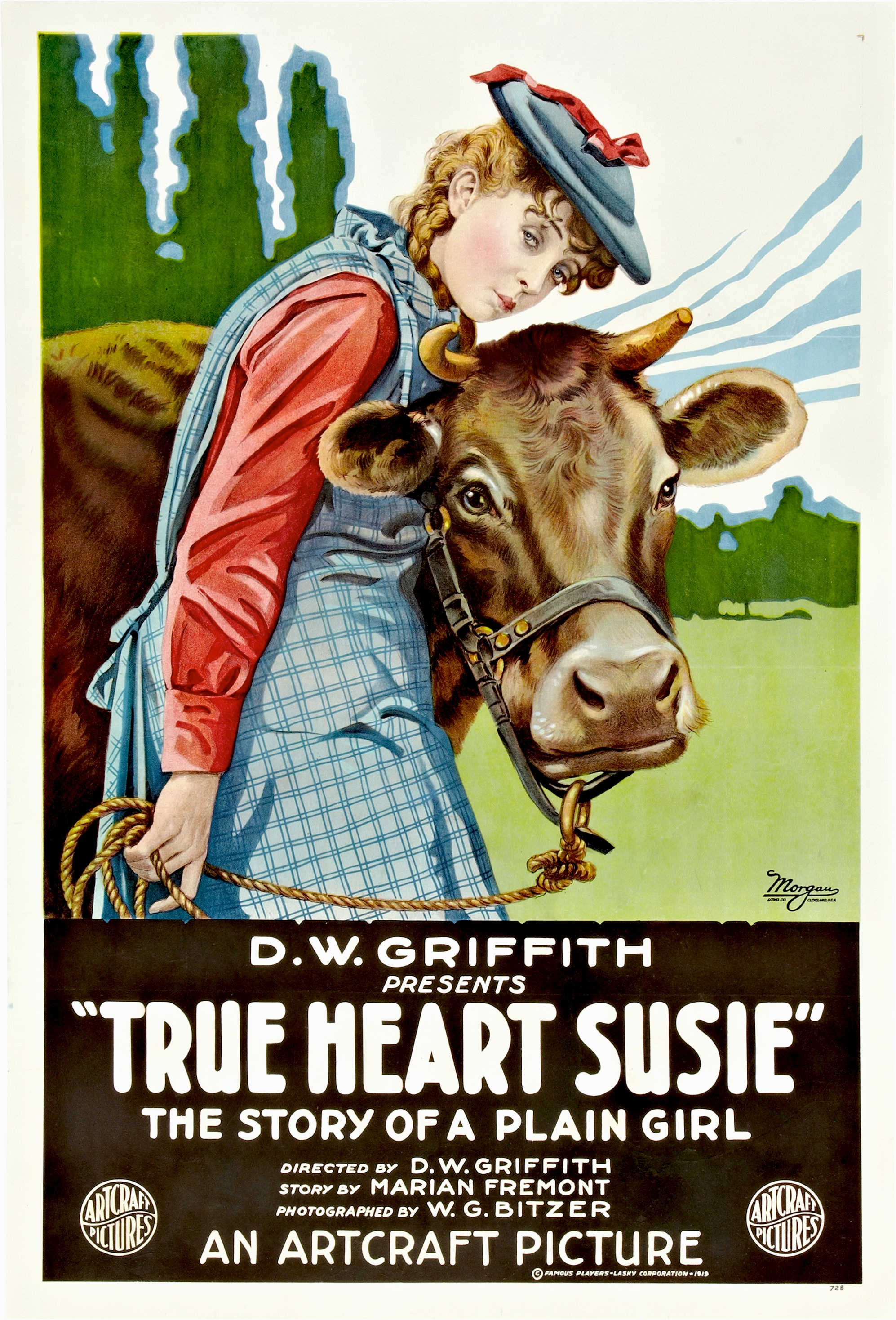
Filmposter mit Lillian Gish

Nach einer Reihe von Großproduktionen wie Die Geburt einer Nation, Intoleranz und Hearts of the World zählt True Heart Susie zu den Filmen, mit denen sich Regisseur David Wark Griffith wieder kleineren Filmen mit ländlichen Schauplätzen zuwandte. Möglicherweise machte sich hierin auch eine beginnende Desillusionierung Griffiths mit Hollywood bemerkbar, obgleich er zu diesem Zeitpunkt noch dessen bekanntester Regisseur war. Die zeitgenössische Rezeption war eher verhalten, wohl auch da man von Griffith mittlerweile monumentale Filme erwartete und True Heart Susie dieses Kriterium nicht erfüllte.
Von True Heart Susie existiert eine Kopie, die im National Film Archive des British Film Institute lagert. In Deutschland wurde der Film erstmals am 30. November 2009 auf dem Sender arte gezeigt.

## Kritik
Das Lexikon des internationalen Films bezeichnete True Heart Susie als „das faszinierende Melodram einer aufopfernd liebenden Frau, in dem David Wark Griffith, Pionier des Stummfilms, seine vielfältigen künstlerischen Mittel nahezu perfektionierte. Fachleute sehen in dem Film das eigentliche Meisterwerk des Regisseurs.“ So zählte der französische Regisseur und Filmkritiker Jacques Rivette den Film zu seinen Lieblingswerken.
Der Stummfilmhistoriker Tom Gunning beschäftigte sich mit der Frage, warum man den Film als Meisterwerk sehen kann. Gerade bei Filmen der Stummfilmära gebe es eine starke institutionelle und auf Bedeutung pochende Kanonisierung, aber bei dem auf bescheidene Art inszenierten True Heart Susie seien es die kleinen Details, die Darstellungen, die narrative Struktur und die Erzählperspektiven, die den Film besonders machen würden. Der Film bilde einen folgenreichen Konflikt zwischen einerseits moderner, städtischer und andererseits althergebrachter, pastoraler Lebensweise ab – die Figuren des Filmes würden sich über ihre Identität und die Frage, wie sie sich verhalten sollen, unschlüssig werden. Laut Gunning lassen sich Griffiths Filme in „epische“ und „intime“ unterteilen, wobei dieser ein sehr intimer Film sei, nicht zuletzt da Lillian Gishs Gesicht ein „Schlachtfeld der Emotionen“ bilde. Griffith lasse den Zuschauer sehr nahe an die Figur der Susie kommen und ihn Anteil an ihrem Schicksal nehmen, doch zugleich entstehe eine kritische Distanz. Der Zuschauer sei Susie immer einen Schritt voraus und erkenne bereits vor ihr, dass ihr Zögern in Liebesdingen und Williams Weltfremdheit schwerwiegende Folge haben. Den typisch amerikanischen Irrglauben der beiden Hauptfiguren, dass alleine „aufrichtiges und intensives Bemühen“ einen schon an das Ziel seiner Hoffnungen bringt, breche der Film kritisch auf.
Dave Kehr schrieb für den Chicago Reader, es handele sich um „einen von D.W. Griffiths schönsten Filmen“. True Heart Susie sei eine Art „ländliche Fabel“, wie sie niemand mehr drehen könne, da diese Formen von „Sensibilität und Stimmung mit ihren Landschaften verschwunden“ seien – die Handlung wirke wie aus noch früherer Zeit als 1919 und zeige eine Welt, in der Mensch und Natur noch in perfekten Harmonie sind. Allerdings würden sich in diesem Film auch das moderne Stadtleben und dessen „potenziell zerstörerischen Effekte“ bereits bemerkbar machen. Die Handlung sei archetypisch, doch wenn man nicht von dem Film gerührt werde, müsse man schon ein sehr kaltes Herz haben.
Hans Helmut Prinzler zeigte sich 2014 „beeindruckt von den Bildern, dem Spiel der Darsteller und der Montage.“ Die Begleitmusik von Rodney Sauer auf der deutschen DVD-Ausgabe sei „unaufdringlich und melodiös“.